# Aftab Pureval

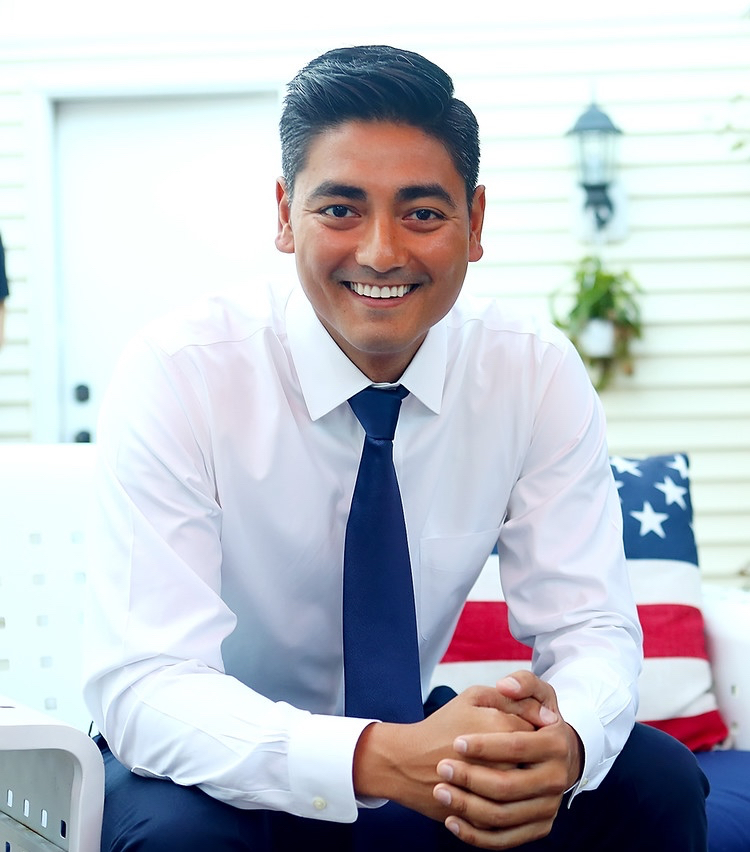
Aftab Pureval (2015)

Aftab Karma Singh Pureval (* 9. September 1982 in Xenia, Ohio) ist ein US-amerikanischer Wirtschaftsanwalt und Politiker (Demokratische Partei). Er ist seit dem 4. Januar 2022 der 70. Bürgermeister der Stadt Cincinnati. Zuvor war Pureval für das Bezirksgericht des Hamilton County tätig.

## Leben
Aftab Pureval ist der Sohn von Immigranten aus Indien beziehungsweise Tibet und wurde in Xenia, einem Vorort von Dayton im Bundesstaat Ohio geboren. Im Alter von vier Jahren zog Pureval mit seiner Familie nach Beavercreek, wo er zusammen mit einem Bruder aufwuchs. Nach seinem Schulabschluss studierte Pureval Politikwissenschaften an der Ohio State University, wo er 2005 mit einem Bachelorabschluss graduierte. Danach studierte er Rechtswissenschaften an der University of Cincinnati, dieses Studium schloss Pureval 2008 mit dem akademischen Grad Juris Doctor ab.
Von 2008 bis 2012 arbeitete Pureval als Wirtschaftsanwalt für die Kanzlei White & Case in Washington, D.C., wo er sich auf Wettbewerbsrecht spezialisierte. Von 2012 bis 2013 war er für das Justizministerium der Vereinigten Staaten als „Assistant U.S. Attorney“ tätig. Danach wechselte Pureval wieder in den Privatsektor als Rechtsberater des Konzerns Procter & Gamble. Vor seinem Einstieg in die Politik ließ Pureval sich für sechs Monate von Procter & Gamble freistellen und beendete seine Tätigkeit für das Unternehmen nach seiner Wahl zum Urkundsbeamten des Bezirksgerichts im November 2016.

## Politische Karriere

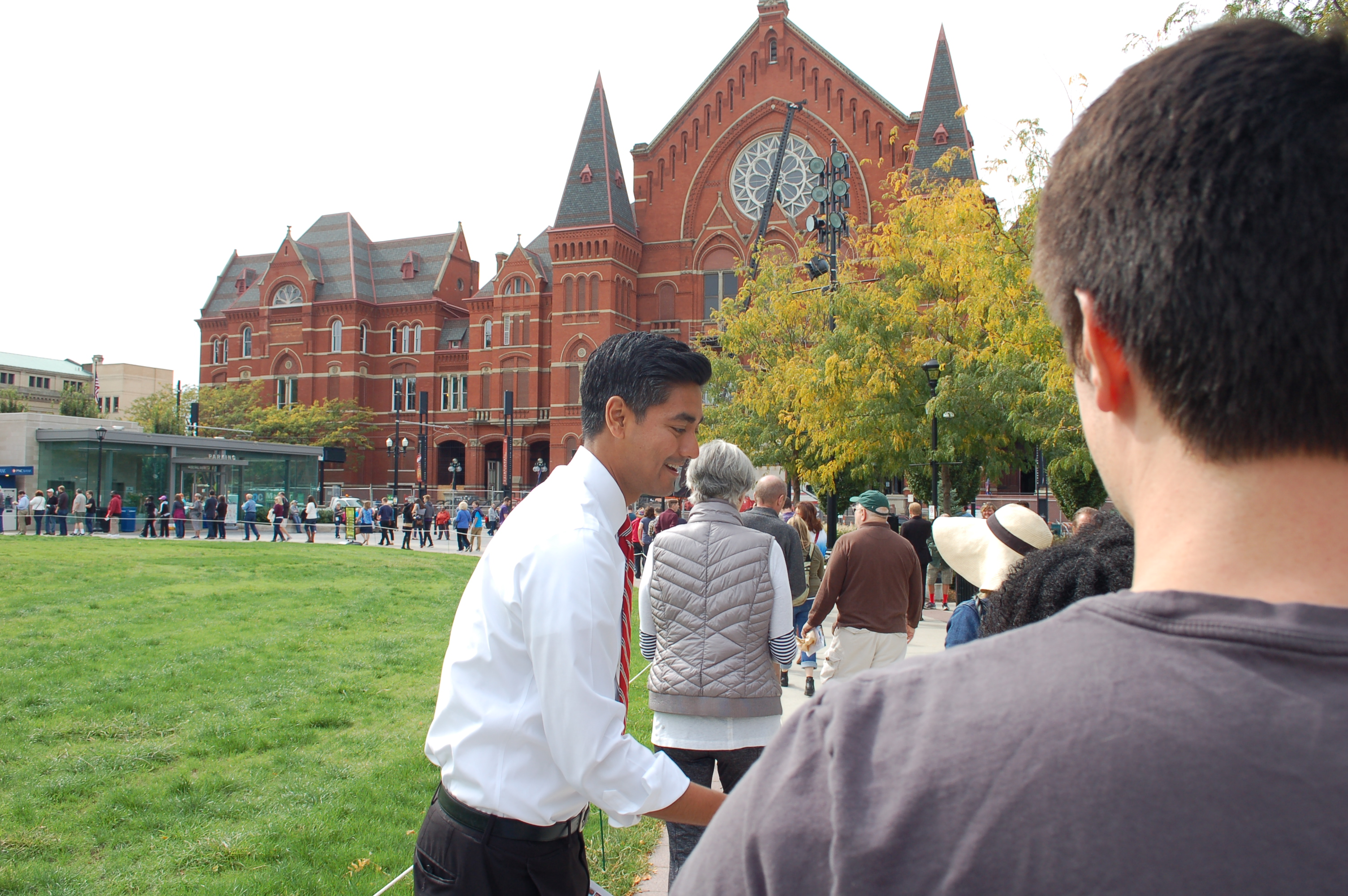
Aftab Pureval bei einer Wahlkampfveranstaltung im Vorfeld der Präsidentschaftswahl in den Vereinigten Staaten 2016

Im Oktober 2015 gab Pureval seine Kandidatur als Urkundsbeamter für das Bezirksgericht des Hamilton County bekannt. Am 8. November 2016 wurde er in diese Position gewählt, er setzte sich mit 52,4 Prozent der Stimmen gegen Tracy Winkler durch. Pureval trat das Amt am 3. Januar 2017 an. Am 3. November 2020 wurde er mit 57,3 Prozent der Stimmen gegen den Republikaner Alex Glandorf in seinem Amt bestätigt.
Im Januar 2018 wurde Pureval durch das Democratic Congressional Campaign Committee als Kandidat bei der Wahl zum Repräsentantenhaus der Vereinigten Staaten 2018 für den ersten Kongresswahlbezirk des Bundesstaates Ohio vorgeschlagen, am 31. Januar 2018 gab Pureval seine Kandidatur schließlich selbst bekannt. Sein demokratischer Gegenkandidat Robert Barr zog seine Kandidatur nach kurzer Zeit zurück und sagte Pureval seine Unterstützung zu. Des Weiteren wurde seine Kandidatur durch den Indian American Impact Fund, das Asian Americans and Pacific Islanders Rising and Empowering Political Action Committee, Human Rights Campaign sowie den ehemaligen Präsidenten der Vereinigten Staaten Barack Obama unterstützt. Bei der Wahl am 6. November 2018 erhielt Pureval 46,9 Prozent der Stimmen und unterlag damit dem republikanischen Amtsinhaber Steve Chabot, der 51,7 Prozent der Stimmen erhielt. Während Pureval im städtisch geprägten Hamilton County die Mehrheit der Stimmen für sich gewinnen konnte, erzielte Chabot im ländlichen Warren County ein ausschlaggebend besseres Ergebnis.
Am 2. November 2021 wurde Aftab Pureval in einer Stichwahl gegen David S. Mann mit knapp 66 Prozent der Stimmen zum Bürgermeister von Cincinnati gewählt. Sein Amtsvorgänger John Cranley durfte aufgrund der Begrenzung auf zwei Amtszeiten nicht erneut antreten. Am 4. Januar 2022 wurde Pureval als Bürgermeister vereidigt.

## Privates
Aftab Pureval ist seit Mai 2018 mit Whitney Whitis verheiratet und wurde 2019 Vater eines Sohnes. Die Familie lebt in Clifton, einem Stadtteil im Zentrum von Cincinnati. Pureval ist Amateurfotograf und Mitinhaber einer Bar im Stadtteil Pendleton von Cincinnati.